# Mignot & De Block

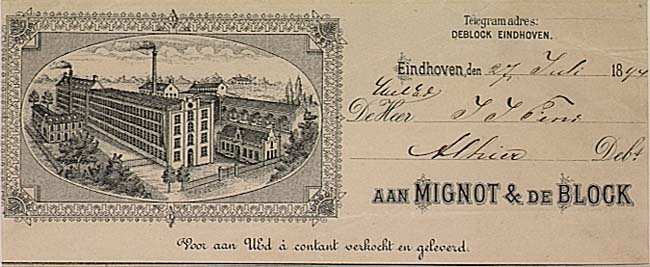
Bon van Mignot & De Block

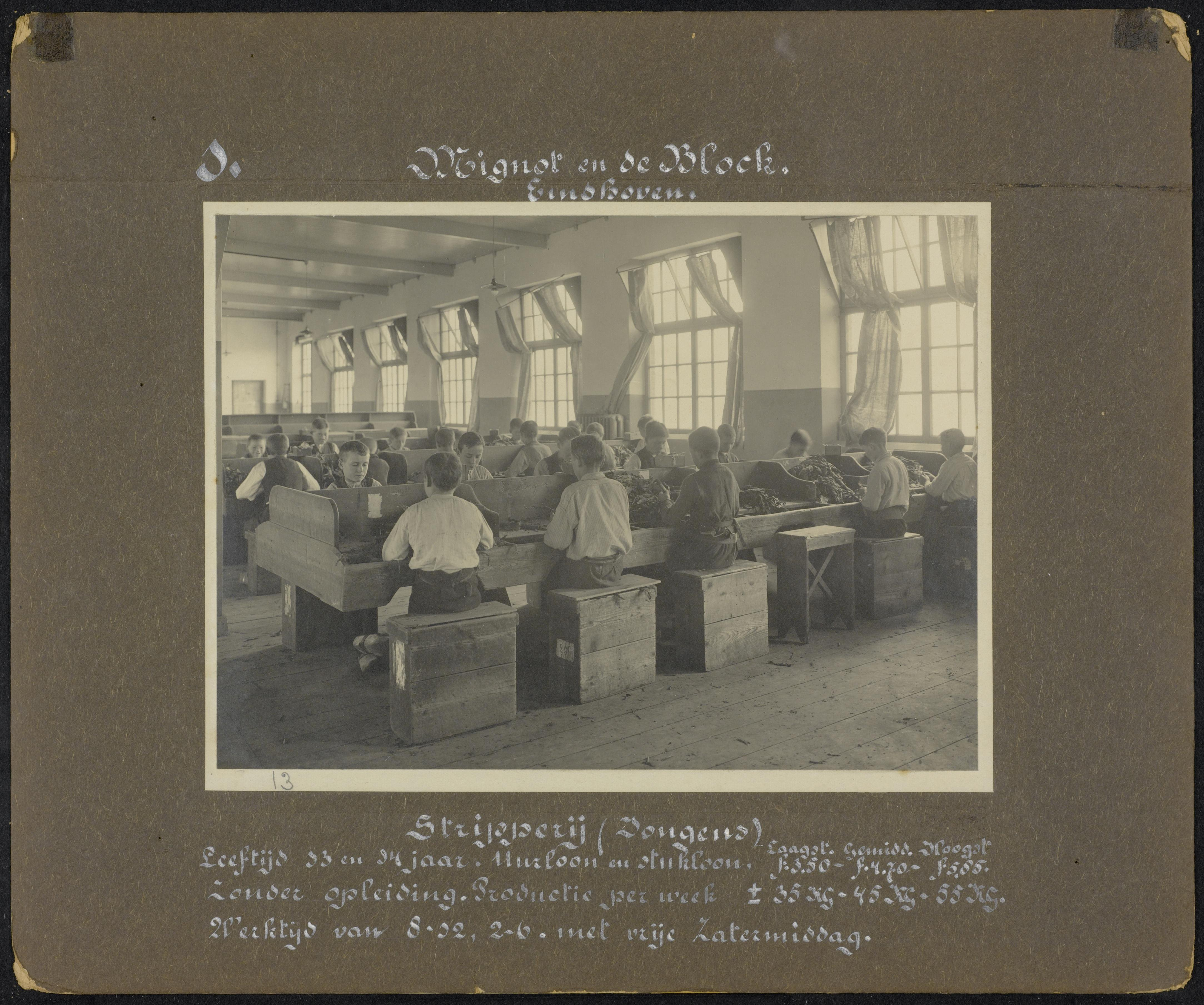
De stripperij in de fabriek in Eindhoven (1919)

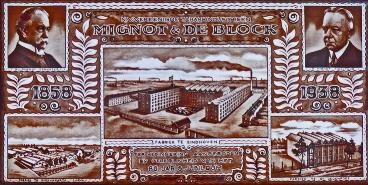
Jubileumtableau uit 1938

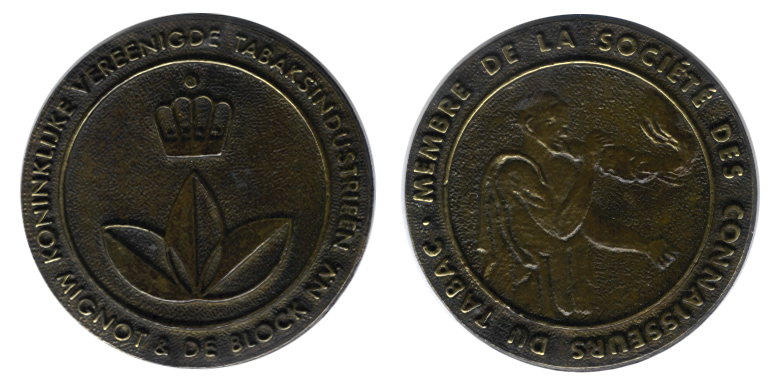
Penning van Mignot & De Block

Mignot & De Block was een fabriek in Eindhoven die tabakswaren produceerde van 1858 tot 1969.
Mignot & de Block bestaat nu nog als Micres BV, Jan Smitzlaan 11 te Eindhoven en is een producent van Mascotte vloeitjes en als Mignot & De Block BV op hetzelfde adres. In 2008 werd het 150-jarig bestaan gevierd.

## Geschiedenis
In 1858 ging Adolphus John Mignot, afkomstig uit Charleston, een vennootschap aan met zijn zwager Anthonius Alexander Martinus de Block die resulteerde in de stichting van sigarenfabriek Mignot & De Block per 1 augustus 1858. De in 1857-1858 gebouwde fabriek stond in Woensel, maar de Kanaalstraat en omgeving kwam in 1874 bij Eindhoven.
De beginjaren verliepen moeizaam, maar omstreeks 1865 trad een kentering ten goede in. Het bedrijf kreeg een bronzen medaille op de Wereldtentoonstelling van 1867 te Parijs.  In 1870 produceerde men 38 miljoen sigaren alsmede 236 ton gekorven tabak, 80 ton snuif en 30 ton karotten. In 1873 vond een grootschalige uitbreiding plaats. In het complex aan de Kanaalstraat te Eindhoven werden onder andere de sigarenmerken Senator en Regal geproduceerd. In dit jaar werden er 50 miljoen sigaren geproduceerd. De firma nam veel vrouwelijke werkkrachten aan, wat nieuw was in die jaren. In 1888 was 71% van het 377 personeel vrouwelijk. De uitbreiding na 1900 leidde, vooral vanwege de schaarste op de arbeidsmarkt door de opkomst van Philips, tot vestiging van filialen in de dorpen rondom Eindhoven zoals Meerveldhoven (1900), Asten (1916), Veghel, Sint-Oedenrode (1908-1953) en Bergeijk (?-1936). Deze filialen dienden als arbeidsreserve en werden regelmatig stopgezet. Op 1 juli 1919 startte Mignot & De Block met de sigarenproductie op Java in Djokjakarta onder de naam Negresco, Negresco ging na de Tweede Wereldoorlog verder onder de naam Taru Martani.
In 1911 introduceerde de firma, onder de naam Crescent Cigarette Company, de sigarettenindustrie. Bekende merken waren King's Cross, Hunter, Croydon en Caravellis. Onder de naam United Tobacco Agencies werd het bekende sigarettenmerk Full Speed uitgebracht.

## Na 1945
In 1969 nam Philip Morris de fabricage van sigaren en sigaretten van Mignot & De Block over. Een jaar later werden de sigarenactiviteiten verkocht aan Hofnar, alle 180 medewerkers gingen over naar de nieuwe eigenaar. In 1982 verhuisde de sigarettenproductie naar Bergen op Zoom. Kort daarna is het imposante fabriekscomplex gesloopt. De plek waar vroeger de fabriek stond kreeg de naam het Mignot en de Blockplein.

## Trivia
Van 1985 tot 2007 bestond de Mignot afstudeerprijs. Deze werd jaarlijks uitgereikt ter gelegenheid van de dies natalis van de Technische Universiteit Eindhoven aan de afgestudeerden met het beste afstudeerwerk en -verslag uit het daaraan voorafgaande kalenderjaar. De prijzen werden beschikbaar gesteld door Mignot & De Block. In 2008 stopte de universiteit met deze prijs.
Mignot & De Block droeg bij aan de financiering van Het Lieverdje (1959), een beeld op het Spui in Amsterdam.
Het bedrijf heeft in 1958, ter gelegenheid van het 100-jarig jubileum, ook een fontein, ontworpen door Willy Mignot, aan de stad Eindhoven geschonken. Deze zogeheten Dierenriemfontein staat op het Floraplein.